# خروست‌هایزن
خروست‌هایزن (به هلندی: Grosthuizen) یک منطقهٔ مسکونی در هلند است که در Koggenland واقع شده‌است. خروست‌هایزن ۴۰۰ نفر جمعیت دارد.